# Willem van Kester
Willem van Kester MHM, né le 1er février 1906 à Kwintsheul en Hollande-Méridionale et mort le 7 avril 1989 à la maison de Vrijland à Oosterbeek, est un missionnaire catholique néerlandais qui fut le premier évêque du diocèse de Basankusu au Congo belge, aujourd'hui République démocratique du Congo.

## Biographie

### Un missionnaire pragmatique
Il fait ses études au séminaire aux Pays-Bas avant d'être ordonné prêtre diocésain en 1929 à l'âge de vingt-trois ans. Il est vicaire à Heiloo, puis à Rotterdam, lorsqu'il décide d'entrer chez les missionnaires de Mill Hill. Il étudie l'anglais et la missiologie en Angleterre, puis suit des cours de médecine tropicale à Rotterdam et enfin des cours d'études missionnaires à l'université catholique de Louvain.
Willem van Kester arrive au début de l'année 1936 au Congo belge où il est envoyé en mission. Il est affecté pendant deux ans à la mission paroissiale de Mampoko, dans le territoire de la tribu des Ngombés. La mission, qui comprenait un grand nombre de catéchumènes,
possédait une école pour pensionnaires de 120 élèves, où enseignaient les missionnaires assistés de jeunes gens qui y avaient terminé leurs études. Les couples mariés recevaient le droit d'habiter au centre de la mission. Les prêtres rayonnaient également vers les postes situés le long de la rivière Lulonga.

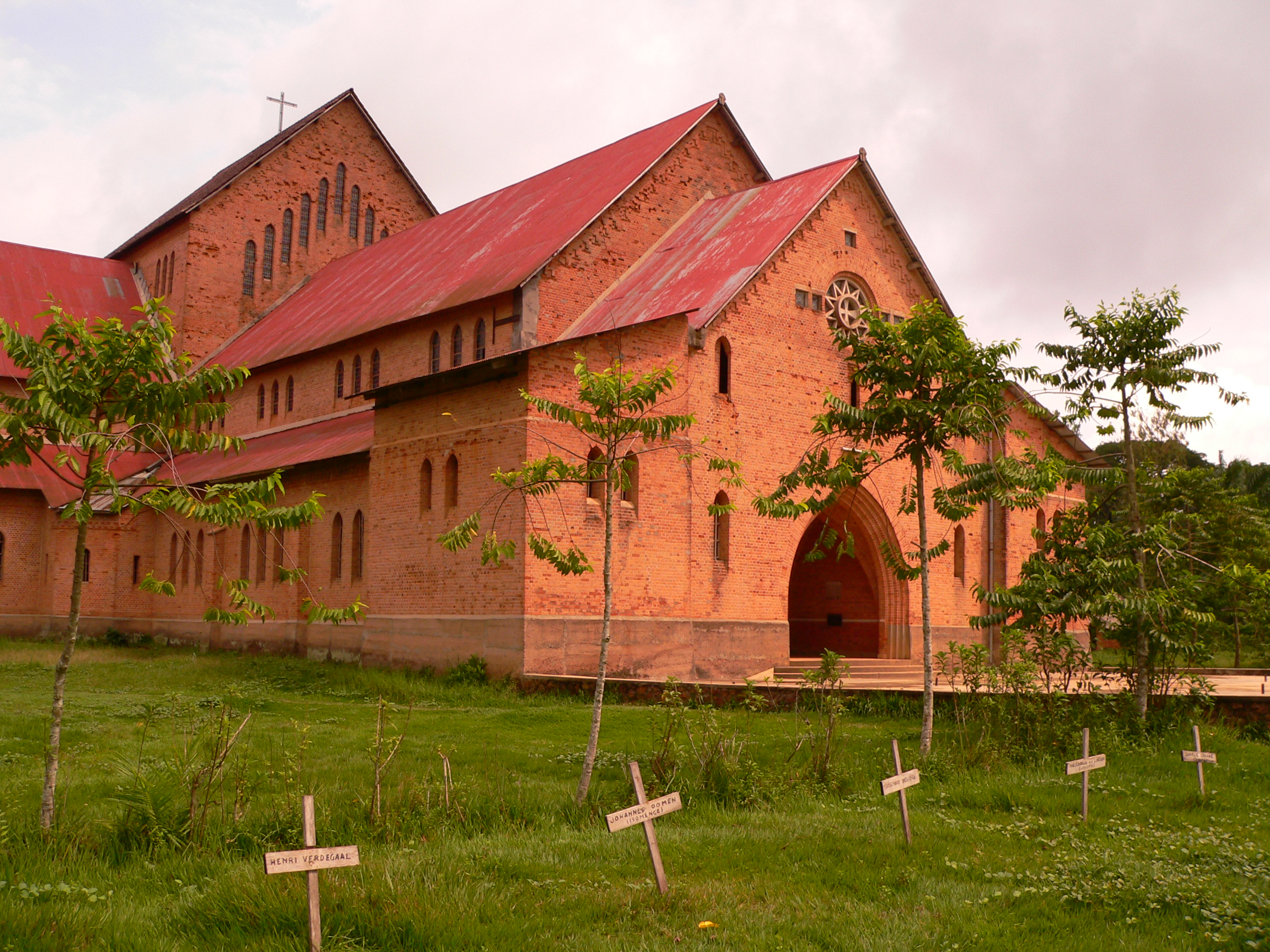
Cathédrale de Basankusu

De 1939 à 1948, le P. van Kester est inspecteur de toutes les écoles du diocèse (encore vicariat apostolique de Basankusu à l'époque). Le territoire - dont l'ethnie majoritaire bantoue est constituée de Mongos de langue lomongo - est composé de forêts tropicales humides; les pistes sont précaires et le moyen le plus fréquent de transport est le canoë sur le cours des larges rivières. Le P. van Kester demeure dans la bourgade de Basankusu où une cathédrale de briques rouges a été construite par les missionnaires une vingtaine d'années plus tôt.
De 1949 à 1952, il est à la tête d'une mission reculée, celle de Mompono, où il fait ouvrir une école de garçons et une école de filles et contribue à l'installation d'un dispensaire.

### Un évêque résolu
Cet homme plutôt introverti et timide, mais résolu dans ses actions et d'une grande foi, est nommé vicaire apostolique de Basankusu, le 19 juin 1952, succédant à Mgr Gerard Wantenaar. Il reçoit l'ordination épiscopale en octobre suivant avec le titre d'évêque in partibus de Legia (de). Sept ans plus tard, le vicariat apostolique est érigé en diocèse; Mgr van Kester en est donc le premier évêque diocésain. Entre-temps, il aide à l'autosuffisance des paroisses, et dépense beaucoup d'énergie à récolter des fonds. Il se fait aider par le Fonds du Bien-être Indigène (FOBI).
À cette époque, le diocèse dispose de dix-huit paroisses, d'une quarantaine de prêtres (presque tous missionnaires) et d'une cinquantaine de religieuses pour environ 50 000 baptisés, représentant donc un tiers de la population.
Mgr van Kester fonde un petit séminaire à Bonkita. Le P. Nicolas Rood, curé responsable de cette mission y ouvre à la même époque une petite école d'agriculture, mais elle ferme moins de dix ans plus tard, par manque d'intérêt des élèves. La fin des années 1950 est excessivement troublée par des rébellions de plus en plus importantes qui aboutissent le 30 juin 1960 à la reconnaissance par la Belgique de l'indépendance du pays. L'Église est particulièrement visée par les rebelles animée d'une idéologie marxiste; comme c'est la seule structure à offrir l'enseignement et les soins à la majorité de la population, c'est la cible à abattre de toute organisation étatique en germe pour un nouveau pays à naître.
L'évêque renvoie un certain nombre de ses prêtres en Europe pour s'y reposer en attendant la suite des événements, tandis que lui-même résiste courageusement et demeure sur place. Certains postes de mission sont fermés définitivement par les nouvelles autorités, mais une fois la tempête passée, les missionnaires continuent leur travail dans une atmosphère de réorientation de leur vocation, due à l'ouverture et aux suites du concile Vatican II qui, à cette époque, suscite un grand élan. Cependant la révolte des Simbas au cours de l'année 1964, vient remettre en cause un certain nombre de certitudes. L'évêque fuit Basankusu quelques jours à la fin d'août avec quelques prêtres et religieuses devant l'avancée des forces rebelles, puis revient. Dans les environs, trois religieuses de la congrégation de Moorslede et un frère des Missionnaires de Mill Hill avaient déjà été assassinés, d'autres arrêtés ou obligés de partir. Cette fois-ci ce sont trois missionnaires de Mill Hill qui sont assassinés en 1964 à Yamboyo, en pays Bogando, à l'extrémité orientale du diocèse: le P. Bertus Santbergen, tué sous les yeux du Frère Piet Vos et du P. Jan Groenewegen (récemment ordonné), qui sont emmenés quelques jours plus tard et massacrés.
Il fait prier le rosaire tous les dimanches soir devant la grande statue de Notre Dame. En fait la bourgade même de Basankusu est épargnée pendant les troubles tant que l'évêque y demeure.

### Un évêque contesté

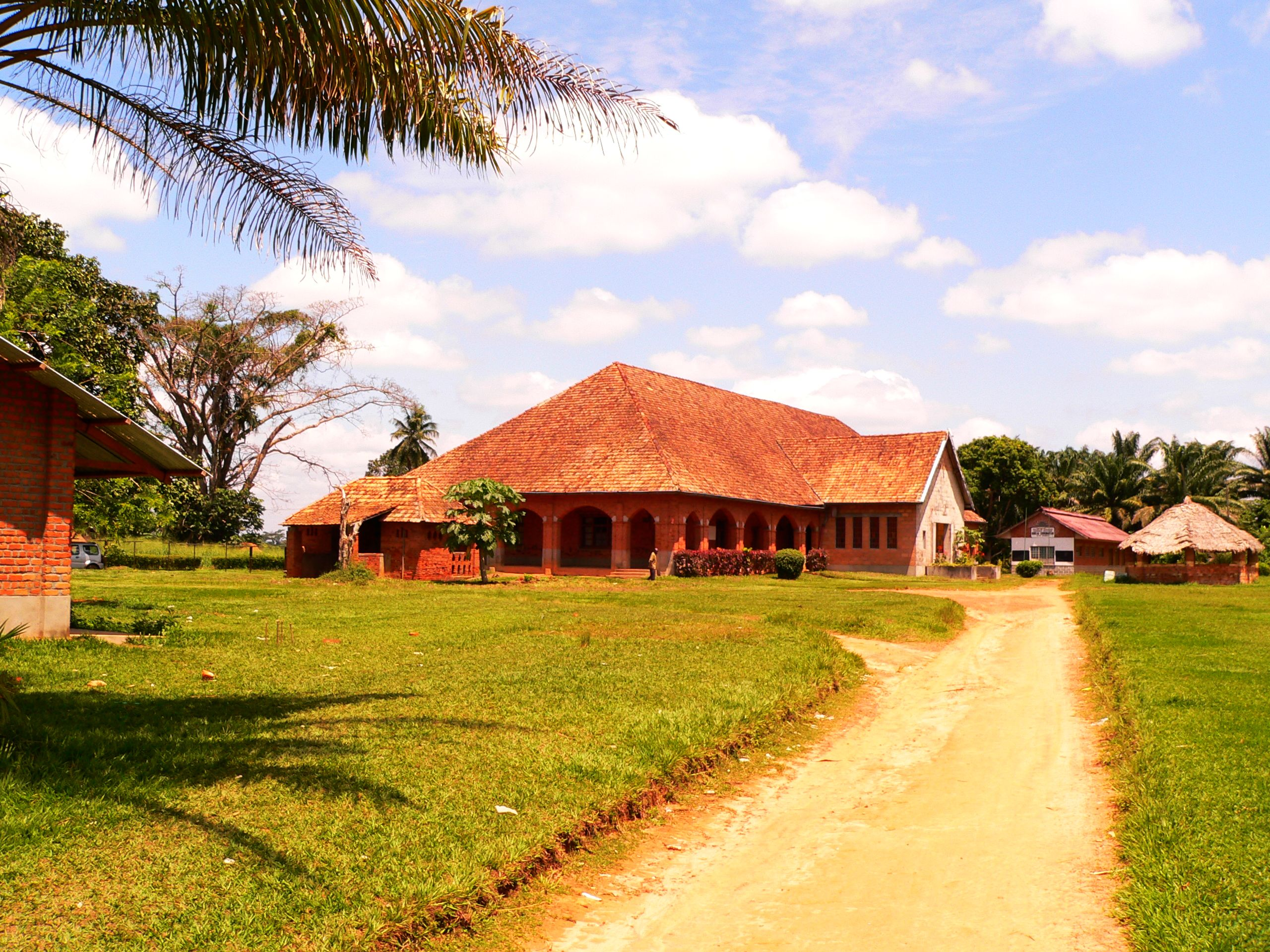
La mission de Basankusu (Mpoma) où se trouvait le logement de l'évêque

Au fur et à mesure de la consolidation du pouvoir, et des changements moraux, l'évêque est de plus en plus contesté. Une délégation du village de Lisafa vient le voir le 11 janvier 1970 pour lui intimer de quitter le Congo. Le 2 août 1970, sa résidence  (Mpoma) est attaquée à coups de pierres par la foule. Le Congo-Kinshasa devient le Zaïre en 1971. L'évêque déménage dans une nouvelle résidence de Basankusu en 1973, afin d'y être mieux en sécurité. Mobutu, dans sa politique dite « d'authenticité » par lui-même et ses partisans, s'attaque de plus en plus aux symboles religieux du catholicisme et à ses œuvres.
Un nombre croissant de fidèles sollicitent l'installation d'un évêque Mongo; certains le font avec sagesse en vue de l'avenir, d'autres le revendiquent pour des raisons politiques. La situation détériore l'état de santé de Mgr van Kester qui souffre d'un grave ulcère.
Le 28 mai 1974, il quitte Basankusu par la rivière sans faire d'adieux officiels. Il arrive à Anvers le 6 juin.
La presse locale écrit: « il a pris la fuite ! ». Le journal national Elima écrit le 24 août 1974: « Soutenu par on ne sait qui et fier de sa calotte, de sa crosse et de sa mitre, le dit prélat ne songe pas à céder sa chaire épiscopale à un prêtre séculier. Cela sous prétexte qu'aucun d'eux n'a la dignité, ni la dose de sainteté, ni même les aptitudes intellectuelles requises pour assumer la succession. C'est pourquoi au prélat en fuite, nous, fidèles du diocèse de Basankusu, disons le mot de fin: de grâce qu'il ne rebrousse pas chemin ! »
Le scheutiste Ignace Matondo Kwa Nzambi lui succède le 18 novembre 1974.
Mgr van Kester se retire chez les missionnaires de Mill Hill aux Pays-Bas dans leur maison de Vrijland à Oosterbeek. Il y meurt quinze ans plus tard.
Son surnom donné par les Mongos était Its Atéké, ce qui signifie « tête dure ».

## Source
- (en) « Basankusu Testimonies »(Archive.org • Wikiwix • Archive.is • Google • Que faire ?), pp. 241-244